# گروه کونکا
شرکت گروه کونکا (انگلیسی: Konka Group) یک شرکت چینی با مسئولیت محدود تولیدکننده الکترونیک و محصولات مخابراتی مستقر در شنژن، گوانگدونگ است.

## محصولات
- گوشی‌های هوشمند
- تلویزیون

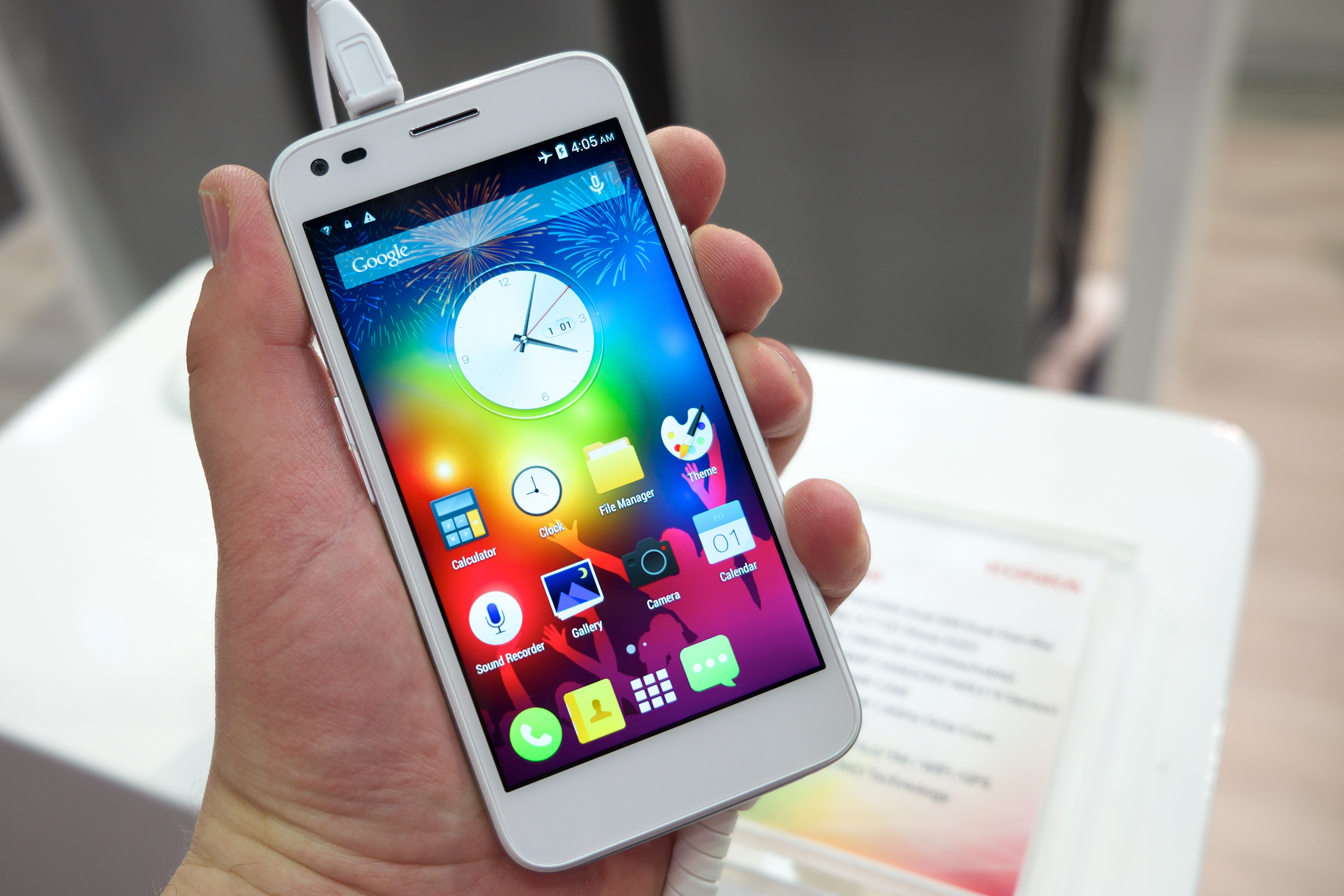
گوشی هوشمند کونکا ۱۳۰۰ در همایش جهانی گوشی همراه ۲۰۱۵

- علامت‌های دیجیتال ال‌ای‌دی و ال‌سی‌دی
- یخچال و فریزر و سایر لوازم بزرگ
- وسایل آشپزخانه